# Belligné

Belligné este o comună în departamentul Loire-Atlantique, Franța. În 2009 avea o populație de 1,750 de locuitori.